# Dick Bass (Unternehmer)
Richard „Dick“ Bass (* 21. Dezember 1929 in Tulsa, Oklahoma, Vereinigte Staaten; † 26. Juli 2015 in Dallas, Texas) war ein US-amerikanischer Unternehmer und Bergsteiger. Ihm wird die Idee zugeschrieben, alle Seven Summits, die jeweils höchsten Berge der sieben Kontinente, zu besteigen. Er selbst hat diese Serie als Erster komplettiert.

## Leben
Dick Bass wurde 1929 in Tulsa, Oklahoma geboren. 1932 zog seine Familie mit ihm ins texanische Dallas. 1950 beendete er sein Studium an der angesehenen Yale University mit einem Abschluss in Geologie und ging als Graduierter an die University of Texas, bevor er während des Koreakrieges zwei Jahre in der United States Navy diente, und zwar an Bord des Flugzeugträgers Essex. Mitte 1953 kehrte er zurück nach Texas und stieg ins Öl- und Gasgeschäft der Familie ein; außerdem half er auf den Ranches der Familie aus.
Angesichts eines Winterurlaubs 1969 in den Wasatch Mountains in Utah begann Bass sich verstärkt für Berge zu interessieren. 1971 eröffnete er ein Skiressort in Snowbird, Utah. Später investierte er außerdem in Kohle. Er war Anteilseigner von PacRim Coal, einer Fördergesellschaft, die mit dem Chuitna Coal Project die größte Kohlemine Alaskas verwirklichen will.

## Die Seven Summits
Zu Beginn der 1980er Jahre entwickelte Bass die Idee, die jeweils höchsten Gipfel der sieben Kontinente zu besteigen, die Seven Summits. Gemeinsam mit seinem Freund, dem späteren Disney-Präsidenten Frank Wells, wollte er diese in die Tat umsetzen. Beide waren zu diesem Zeitpunkt etwa 50 Jahre alt und eher Amateure, was Bergsteigen betrifft. Ihre körperliche Fitness, Klettererfahrung und Kenntnis von Natur und Ausrüstung blieben anfangs deutlich hinter den Anforderungen zurück, die das Vorhaben stellte. Sie versuchten sich 1981 zuerst am Elbrus, dem höchsten Berg Europas, an dem Wells scheiterte. Auch andere Expeditionen blieben zunächst ohne Gipfelerfolg. Im Jahr 1983 schließlich schafften die beiden sechs der sieben Gipfel: Aconcagua (Südamerika), Denali (Nordamerika), Kibo (Afrika), Elbrus (Eurasien), Mount Vinson (Antarktis), und Mount Kosciuszko (Australien). Dabei war Bass’ und Wells’ Expedition erst die dritte, die Mount Vinson bestiegen hatte.
Am Mount Everest (Asien) hatten sie dreimal wegen schlechten Wetters aufgeben müssen, woraufhin Wells seiner Frau versprach, das Unterfangen aufzugeben. Bass bestieg den Berg schließlich am 30. April 1985 unter der Führung von David Breashears. Bass hatte damit nicht nur als erster alle Seven Summits bestiegen, sondern mit 55 Jahren auch einen neuen Altersrekord auf dem Mount Everest aufgestellt.
Über die Erfahrungen bei der Besteigung der Seven Summits verfasste Bass gemeinsam mit Wells ein autobiografisches Buch mit dem Titel Seven summits.
Die Seven Summits gelten heute noch als Herausforderung unter Bergsteigern. Dabei wird jedoch häufig entsprechend einem Vorschlag Reinhold Messners anstelle des Mount Kosciuszko, dem höchsten Berg des australischen Festlandes, die deutlich höhere Carstensz-Pyramide als höchster Berg des Kontinents Australien bestiegen.